# Su Tong
Su Tong, pseudoniem van Tong Zhonggui, (Suzhou, 23 januari 1963) is een Chinees schrijver, in Nederland vooral bekend van zijn korte verhaal 'Een schare vrouwen en concubines', door regisseur Zhang Yimou verfilmd als Raise the Red Lantern.
Su Tongs pseudoniem kan worden vertaald als 'kind van Suzhou' of 'Tong uit Suzhou'. Hij werd in 1963 in deze Zuid-Chinese stad geboren en vertrok op zijn achttiende naar Beijing om daar te gaan studeren aan de Pedagogische Universiteit Beijing. In 1983 begon hij korte verhalen te publiceren. Hij werd in de jaren 1980 beschouwd als een van de leden van de Chinese literaire avant-garde, die met de starre conventies van het taalgebruik van de Culturele Revolutie wilden breken.
Su’s werk kijkt vaak naar het verleden, of dat nu recent is (zijn verhalen over het fictieve dorp Fengyangshu) of langer geleden (het mythische Binu en de Chinese Muur of Mijn leven als keizer, dat zich afspeelt in een niet nader gespecificeerde keizerlijke dynastie). In het westen is vooral zijn verhaal ‘Een schare vrouwen en concubines’ bekend, omdat het in 1991 door Zhang Yimou werd verfilmd als Raise the Red Lantern.
In 2009 won Su Tong de Man Asian Literary Prize voor zijn roman Rivier, oever, in het Engels vertaald als The Boat to Redemption (河岸 Hé àn), ondanks het feit dat deze Engelse vertaling was gebaseerd op een eerdere, volgens sommigen minder goede, versie van het boek. In 2015 was Su een van de winnaars van de Mao Dun-literatuurprijs.

## In het Nederlands vertaalde werken
- De rode lantaarn (妻妾成群 Qīqiè chéngqún) (Contact, 1994/Pandora, 1999)
- Rijst (米 Mǐ), vertaald door Mark Leenhouts (Breda: De Geus, 1997)
- Drie lantaarns (Amerika, 1999)
- Mijn leven als keizer (我的帝王生涯 Wǒde dìwáng shēngyá), vertaald door Mark Leenhouts (Breda: De Geus, 2006)
- Binu en de Chinese muur (碧奴 Bìnú) (Amsterdam: De Bezige Bij, 2009)

- Bibsys: 90750187
- Bibliothèque nationale de France: cb122453866 (data)
- Catàleg d'autoritats de noms i títols de Catalunya: 981058509553806706
- CiNii: DA0654441X
- Gemeinsame Normdatei: 119413213
- International Standard Name Identifier: 0000 0001 1073 994X
- Library of Congress Control Number: nr91009055
- Bibliotheek van het Japanse parlement: 00540163
- Nationale Bibliotheek van Tsjechië: kup20030000116953
- Nationale bibliotheek van Australië: 36690232
- Nationale Bibliotheek van Israël: 987007427564005171
- Nederlandse Thesaurus van Auteursnamen: 140545190
- Réseau des bibliothèques de Suisse occidentale: 02-A000156536
- Istituto Centrale per il Catalogo Unico: RAVV075574
- LIBRIS: 303241
- Système universitaire de documentation: 03119107X
- Trove: 1400386
- Virtual International Authority File: 84506110
- WorldCat: E39PBJgMBC3YQKTVhcccCh9bh3